# Moffet (Québec)
Moffet ([mɔfɛt]) est une municipalité du Québec située dans la MRC de Témiscamingue en Abitibi-Témiscamingue.

## Toponymie
La municipalité est nommée en l'honneur du frère oblat Joseph Moffet, surnommé le « père du Témiscamingue ». Il est possible que cette municipalité ait anciennement porté le nom de municipalité de Saint-Romuald-de-Moffet.
- Gentilé : Moffétois, Moffétoise

## Histoire
- 1er janvier 1953 : Fondation de la municipalité de Moffet.

## Démographie
| 1991 | 1996 | 2001 | 2006 | 2011 | 2016 | 2021 |
| ---- | ---- | ---- | ---- | ---- | ---- | ---- |
| 246  | 226  | 234  | 208  | 196  | 187  | 206  |

## Administration
Les élections municipales se font en bloc pour le maire et les six conseillers.
| Moffet Maires depuis 2001                                                                                            |                   |         |          |
| Élection | Maire             | Qualité | Résultat |
| 2001 | Michel Paquette   |         | Voir     |
| 2005 | Michel Paquette   | Voir    |          |
| 2009 | Michel Paquette   | Voir    |          |
| 2013 | Eric Dubuque      |         | Voir     |
| 2017 | Alexandre Binette |         | Voir     |
| 2021 | Alexandre Binette | Voir    |          |
| Élection partielle en italique Depuis 2005, les élections sont simultanées dans toutes les municipalités québécoises |                   |         |          |

## Festivités et Religion
Depuis 1982, les paroissiens de Moffet organisent la messe du chasseur. À Moffet, la chasse est importante, rejoignant la majorité des gens. Le comité de liturgie de la paroisse a ainsi décidé en 1982 de créer un événement spirituel rassembleur pour rendre grâce à la nature et au Dieu créateur. Chaque année, le samedi précédent l'ouverture de la chasse à la carabine, cette messe particulière est célébrée et attire plus de 400 personnes de la région d'Abitibi-Témiscamingue et de l'Ontario.